# Carmen Martínez Sancho
María del Carmen Martínez Sancho (Toledo, 8 de julio de 1901 - Málaga, 15 de octubre de 1995) fue la primera doctora y catedrática de Matemáticas en la enseñanza secundaria en España. Además, estuvo en el Instituto-Escuela de Madrid y de Sevilla. Al mismo tiempo, fue la primera mujer pensionada por la Junta de Ampliación de Estudios en la Universidad de Berlín, a fin de profundizar en sus investigaciones dentro del campo amplio de las Matemáticas y aprender nuevos métodos pedagógicos que se aplicaban en Alemania. Se destacó en su faceta de pionera como investigadora y docente y en el desempeño de cargos destacados en la Sociedad Matemática Española.

## Biografía
Carmen fue la segunda de los seis hijos del matrimonio formado por José Martínez, madrileño de ideología liberal e ingeniero de obras públicas, y Emilia Sancho, casados en Toledo. Por motivos laborales, sus padres vivieron en varias ciudades de España, pero al final eligieron Madrid, ya que su padre tenía el objetivo de que tanto ella como sus hermanos estudiasen en la Institución Libre de Enseñanza. De hecho, su padre animó tanto a ella como al resto de sus hermanos para que hicieran bachillerato. La educación que recibieron fue igual tanto para los chicos como para las chicas y realizaban el mismo tipo de actividades. Estudió el bachillerato en el Instituto Cardenal Cisneros de Madrid; a diferencia de sus hermanos menores, que lo estudiaron en el Instituto-Escuela de Madrid. En aquel instituto, solo llegó a mostrar atracción por las explicaciones de Matemáticas y de Literatura, aunque siempre contó con el apoyo de su padre en las Matemáticas. Sin embargo, al parecer no estaba muy conforme con aquel instituto, ya que al finalizar el curso declaró que los profesores calificaban con notable a las alumnas, aparentemente sin criterio objetivo alguno que lo justificase. Finalizó los estudios de bachillerato el 1 de julio de 1918.

## Trayectoria universitaria
En 1918 se matriculó en el primer curso de la Facultad de Ciencias de la Universidad Central de Madrid. En su primer año de carrera, tuvo como profesores a Cecilio Jiménez Rueda y a Rey Pastor, quienes tenían un gran nivel intelectual y pedagógico. Estos aumentaron su interés por las Matemáticas. Sin embargo, quien fue de mayor influencia para ella fue Rey Pastor, que le impartía la asignatura de Análisis Matemático. Carmen fue una alumna destacada, dado que consiguió las calificaciones más altas gracias a su media de sobresaliente. Cabe mencionar que poseía una notable capacidad de memorizar. Se licenció en Ciencias Exactas por la Facultad de Ciencias de la Universidad Central el 7 de diciembre de 1926.

## Doctorado
Finalizada su carrera universitaria, inició el doctorado, bajo la dirección de José María Plans y Freyre (el primero en introducir la teoría de la relatividad en España) y realizó su tesis doctoral, con la que logró el título de doctora en Matemáticas. Su tesis se titula Concepto de función, funciones continuas y semicontinuas, sus propiedades. De esta forma, siguió el ejemplo de otras mujeres que terminaron exitosamente sus estudios universitarios, pese a las dificultades que sufrieron. Obtuvo el Premio Extraordinario de Doctorado por su tesis doctoral, convirtiéndose así en la primera mujer española doctora en Matemáticas. Tiempo más tarde, Carmen obtuvo la cátedra de Matemáticas del Instituto de Bachillerato de El Ferrol (La Coruña) y llegó a ser parte del personal docente durante el curso 1928-1929, siendo nombrada después profesora del Instituto Infanta Beatriz de Madrid, junto con otra compañera de El Ferrol, Carmen Vielva Otorel, que compartió tiempo después docencia con ella años en el Instituto Murillo de Sevilla.

## Trayectoria profesional

### En Madrid.
El 29 de septiembre de 1920, solicitó a la Junta de Ampliación de Estudios ser admitida como aspirante al magisterio secundario de la Sección de Matemáticas del Instituto-Escuela de Madrid. La Junta de Ampliación de Estudios accedió a su solicitud. Además, sus hermanos pequeños acudían a sus clases.
En 1927 logró el acceso a la Sociedad Matemática Española, como vocal de su junta directiva, y a mediados de mayo de 1928 se incorporó al comité de redacción de la Revista Matemática Hispano-Americana, dirigida por José Gabriel  Álvarez Ude.
En el Seminario-Laboratorio Matemático, impulsado por la Junta para Ampliación de Estudios e Investigaciones Científicas trabajó especialmente sobre Geometría diferencial y Series infinitas, líneas de trabajo que luego continuaría como pensionada de la JAE.

### En Alemania
El 4 de noviembre de 1930, la Junta de Ampliación de Estudios le concedió una pensión de ocho meses en Alemania para seguir los estudios de Geometría multidimensional, siendo catedrática del Instituto local de Segunda Enseñanza de El Ferrol. Durante su estancia en la Universidad de Berlín, asistió a las clases del profesor Kurt Hensel en el Mathematisches Seminar der Universität de Berlin. Mediante orden ministerial de 13 de julio de 1932, se prorrogó su estancia en la Universidad de Berlín por dos meses más, con una asignación de 600 pesetas mensuales. El 2 de septiembre de 1932 terminó su trabajo en Alemania y presentó una “Memoria del trabajo realizado de enero a agosto de 1931” de 21 páginas, asistiendo a su vez a los cursos de Hammerstein y Bieberbach.

### En Sevilla
Carmen llegó al Instituto-Escuela de Sevilla en septiembre de 1932, tras finalizar su estancia en Berlín. Para Carmen, aquello fue recuerdo muy bonito, de las mejores experiencias en su etapa como docente. Además, allí conoció a su futuro marido,  Alberto Menéndez Catrain, con quien se casó y tuvo a su hijo Alberto Menéndez Martínez.
Cuando se cerró el Instituto-Escuela de Sevilla, Carmen se fue al Instituto Murillo. Allí, tuvo el apoyo del director Manuel Lora Tamayo, quien recordó cómo María del Carmen le ayudó a resolver problemas de Matemáticas cuando los dos estudiaban en la Facultad de Ciencias de la Universidad de Madrid. El 11 de septiembre del mismo año, fue nombrada miembro de la Comisión para revisión de los expedientes de solicitud de matrícula gratuita. En el curso de 1937-1938 estaba encargada de impartir Matemáticas en el primer, tercer y quinto curso. Después de la apertura del preceptivo expediente de depuración, fue confirmada como catedrática el 14 de junio de 1939.
En la sesión del 4 de abril de 1949 se hizo constar su nombramiento como secretaria del Instituto Murillo, siendo director Vicente Genovés, que era catedrático de Filosofía. Hasta su cese voluntario como secretaria, según consta en el libro de actas de 24 de septiembre de 1952, llevó a cabo una importante labor e impulsó la creación del servicio de cantina-comedor, para que las alumnas con menos medios económicos, que vivían en los pueblos, pudiesen comer convenientemente y no pasaran frío esperando la apertura de las clases de la tarde. Con todo, encontró trabas para implementar sus reformas, debido a las leyes y reformas educativas del Franquismo. Más tarde, su compañero de Instituto Patricio Peñalver Bachiller, catedrático y decano de la Facultad de Ciencias de la Universidad de Sevilla, le instó a opositar para una plaza para ser su auxiliar en la Universidad. En la Universidad impartió clases de Matemáticas para los estudiantes de Ciencias Químicas hasta el curso de 1957-1958.

### Jubilación
Se jubiló siendo catedrática del Instituto Murillo en 1974 y marchó a Madrid, donde dio clases de Matemáticas en el Colegio Jesús María de Vallecas, situado en una zona humilde. Allí, Carmen prestó especial cuidado y atención a las alumnas de condición social baja.

## Fallecimiento
Tras varias décadas de dedicación a la enseñanza de secundaria y universitaria, pasó sus últimos días en la Residencia de Ancianos de San Pedro de Alcántara en Málaga. Falleció el 15 de octubre de 1995, a los noventa y cuatro años de edad.

## Reconocimientos
Como reconocimiento a su labor docente, el Ayuntamiento de Sevilla le dio el nombre de María del Carmen Martínez Sancho a una de sus calles en el barrio de Santa Justa.